# Riverwoods
Riverwoods é uma vila localizada no estado americano de Illinois, no Condado de Lake. Segundo o censo americano de 2000, a sua população era de 3843 habitantes.
Em 2006, foi estimada uma população de 4128 habitantes, um aumento de 285 (7,4%).

## Geografia
De acordo com o United States Census Bureau tem uma área de
10,3 km², dos quais 10,3 km² cobertos por terra e 0,0 km² cobertos por água.

## Localidades na vizinhança
O diagrama seguinte representa as localidades num raio de 8 km ao redor de Riverwoods.